# The Uninvited (2009)
The Uninvited is een Amerikaans-Duits-Canadese horror-thriller uit 2009 onder regie van Charles en Thomas Guard. De film is een nieuwe versie van het Zuid-Koreaanse A Tale of Two Sisters (origineel: Janghwa, Hongryeon) uit 2003.

## Verhaal
Anna, een tiener, mag weer naar huis nadat ze tien maanden in een kliniek voor geestelijke gezondheidszorg heeft doorgebracht. Hier werd ze in opgenomen nadat haar terminaal zieke moeder omkwam toen het boothuis waarin ze sliep in brand vloog. Psycholoog Dr. Silberling acht haar inmiddels genoeg opgeknapt om ontslagen te worden uit de kliniek, hoewel ze zelf nog wel de laatste stap in haar verwerking moet maken om haar herinneringen van tien maanden geleden boven te kunnen halen.
Tot Anna's afgrijzen blijkt haar vader Steven een relatie te hebben met haar moeders voormalige inwonende verpleegster Rachel Summers. Rachel is inmiddels helemaal bij hen ingetrokken. Op de steiger voor het huis ziet Anna haar oudere zus en beste vriendin Alex terug, nadat ze tien maanden geen contact hebben gehad. Alex beweert dat ze herhaaldelijk brieven heeft geschreven, maar Anna heeft nooit iets ontvangen en daarom nooit teruggeschreven. Alex is nog ongelukkiger met Rachels aanwezigheid in huis dan Anna en vertrouwt Rachel totaal niet. Anna krijgt 's nachts nachtmerries waarin haar verbrande moeder voor haar staat en het heeft over moord.
In zijn bootje bij de steiger ziet Anna ook haar vriendje Matthew Hendricks weer. Matthew is blij haar weer te zien, maar Rachel komt tussenbeide voordat ze goed hebben kunnen praten. Ze spreken af om elkaar 's avonds in het geheim te ontmoeten, want Matthew wil haar nader spreken over de brand waarbij haar moeder is omgekomen. Hij heeft destijds gezien hoe het gebeurde. Hij komt die avond niet opdagen op hun afspraak. De volgende morgen wordt hij verdronken en met een gebroken rug uit het meer gehaald. Even daarvoor kreeg Anna een visioen waarin Matthew haar vertelde dat hij zijn rug had bezeerd. In het visioen zei Matthew ook dat Anna's moeder hem ergens had voor gewaarschuwd. 
Anna en Alex wantrouwen Rachel, die zich vreemd gedraagt sinds de dood van Matthew.  Ze proberen haar verleden na te trekken en komen er zodoende achter dat er niemand met Rachels naam bekend is bij de verpleegstersvereniging waarvoor ze destijds zou hebben gewerkt. Op internet vinden ze een verhaal over een vrouw van Rachels leeftijd, genaamd Mildred Kemp. Dat was een inwonende kinderoppas die geobsedeerd raakte door de vader van het gezin Wright waarvoor ze werkte. Ze vermoordde de echtgenote en drie kinderen van Wright, om hem voor zichzelf te hebben. Toen dat uitkwam, verdween Kemp en sindsdien is ze spoorloos. Op een foto bij het artikel staat de vermoorde moeder die exact dezelfde parelketting om haar hals heeft als Rachel. Rachel heeft die naar eigen zeggen van een dankbare klant gekregen. Anna en Alex vermoeden dat het om dezelfde ketting gaat en dat Rachel in werkelijkheid Mildred Kemp is. Ze zijn ervan overtuigd dat zij de volgende slachtoffers van Rachel zullen zijn.
De zussen proberen bewijzen te vinden in huis. Anna raakt in gevecht met Rachel als ze tegen haar zegt dat ze alles weet. Anna vindt Alex even later op de vloer van haar kamer terug. Alex zegt dat Rachel haar heeft verdoofd met een injectie. Daarop gaat Anna naar de politie en vertelt alles. Sheriff Emery belt echter Rachel. Die komt naar het politiebureau, geeft Anna een verdoving en neemt haar mee naar huis. Thuis legt Rachel Anna op bed en ze trekt haar een nachthemd aan.
Wanneer Anna later wakker wordt, ziet ze hoe er een bloedspoor over de gang naar de afvalcontainer buiten loopt. Wanneer ze die opent, ligt daarin het verminkte lijk van Rachel. Alex komt onder het bloed aanlopen met een mes in haar hand en zegt dat ze niet anders kon. Anna omhelst haar en neemt het mes van haar over. Steven komt aanrijden en eist een verklaring. Als Anna aan haar vader vertelt dat Alex Rachel heeft gedood, blijkt dat Alex helemaal niet naast haar staat zoals ze de hele tijd dacht. Anna blijkt bovendien zelf helemaal onder het bloed te zitten. Steven beseft dat Anna geestelijk nog steeds niet in orde is. 
Er volgt een flashback nu Anna zich weer alles herinnert: nadat ze na een avondje feesten op de woonboot was teruggekeerd, zag Anna haar vader en Rachel samen vrijen. Woedend goot ze de woonboot vol benzine met de bedoeling brand te stichten. Even later stootte Alex een kaars om en zij kwam tegelijk met Anna's moeder om bij de explosie. Sinds haar vrijlating uit de kliniek heeft Anna zich voortdurend ingebeeld dat haar omgekomen zus nog bij haar was. Anna heeft ook Matthew vermoord, omdat hij te veel wist van wat er die avond was gebeurd.  Als de volgende dag de politie arriveert, legt sheriff Emery aan Stevens uit waarom de naam Rachel Summers niet bekend is bij de verpleegstersvereniging: Rachel Worshitsky had drie jaar eerder haar achternaam laten veranderen in verband met een stalkende ex-vriend. 
Anna wordt gearresteerd wegens de moord op Rachel en opnieuw opgenomen in de kliniek. Tegen haar verpleger zegt Anna dat ze haar werk nu helemaal heeft afgemaakt. Anna ziet ook haar afdelingsgenote terug. Dit blijkt Mildred Kemp te zijn, met de parelketting.

## Rolverdeling
| - Emily Browning - Anna - Arielle Kebbel - Alex - David Strathairn - Steven - Elizabeth Banks - Rachel - Maya Massar - Anna's moeder - Kevin McNulty - Sheriff Emery - Jesse Moss - Matthew Hendricks | - Dean Paul Gibson - Dr. Silberling - Don S. Davis - Mr. Henson - Lex Burnham - Iris - Matthew Bristol - David - Danny Bristol - Samuel - Heather Doerksen - Mildred Kemp |

## Trivia
- Het boek dat Anna in de film leest, The Repose of Sand ('de rust van het zand'), is geen echt bestaand boek.
- Hoewel in de film de illusie wordt gewekt dat actrice Elizabeth Banks groter is dan Emily Browning, is ze in werkelijkheid kleiner.
- Browning was tijdens de opnames twintig jaar oud, vijf à zes jaar ouder dan het personage dat ze speelt.